# Паплинський Антоній

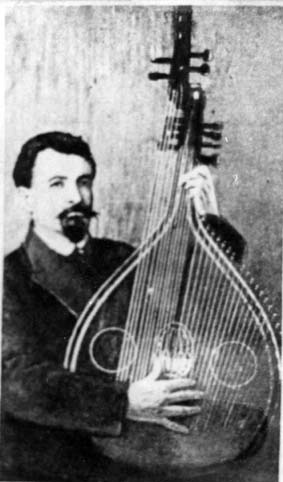
Майстер А. Паплинський

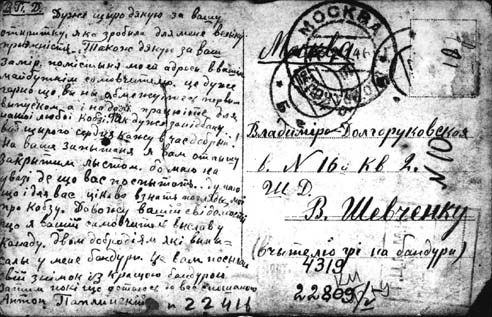
Поштова листівка А. Паплинського до В. Шевченка про пересилання бандури в Канаду в 1916 р.

Паплинський Антоній (Анатолій)
(1870?-1920?) — київський майстер бандур між роки 1905-1918. Репресований в 1919 р. Інструменти були діатонічні з 32-36 струн.
Паплинський був популярний майстер. Інструменти, які він виготовляв, були дуже легенькі та звучні. Він виграв Ґран Прі в Парижі в 1909 р. за бандуру власної роботи[джерело?]. Інструменти зажили великої слави не лише в Україні, а й у Росії, на Кубані та в Канаді.
Бандура А. Паплинського міститься в музеї Театрального мистецтва в Печерській Лаврі.
127. Бандура. Поч. XX ст. Майстер О. Паплінський. 8 басів, 21 приструнок. Кілки на грифі дерев'яні, на корпусі металеві, резонаторний отвір — у вигляді віконечка, оздобленого методом інтарсії; в середині корпусу — етикетка, на якій указано, що автор удостоєний срібної медалі на II Київській кустарній виставці. Довж. 37,5. № 3075. Неправильно зазначено що інструмент кобза XVIII ст.
Бандура А. Паплинського